# Мелиади (дем Катерини)
 Тази статия е за селото в Егейска Македония.  За древногръцките нимфи, вижте Мелиади.  
Мелиади или Бурая, Будая (на гръцки: Μελιάδι, катаревуса Μελιάδιον, Мелиадион, до 1928 Μπουράγια, Бурая) е село в Северна Гърция, в дем Катерини, област Централна Македония.

## География
Мелиади е разположено в западната част на Пиерийската равнина, на 25 километра северозападно от град Катерини, в подножието на планината Фламбуро (Пиерия) от запад и Голен (Колона) от северозапад. Надморската му височина е 340 m.

## История

### В Османската империя
Александър Синве („Les Grecs de l’Empire Ottoman. Etude Statistique et Ethnographique“) в 1878 година пише, че в Ботая (Botaya), Китроска епархия, живеят 90 гърци.

### В Гърция
След Балканските войни селото попада в Гърция. След 1923 година селото е обновено от гърци бежанци.
Населението произвежда тютюн, пшеница, картофи и се занимава частично и със скотовъдство.
| Година    | 1913 | 1920 | 1928 | 1940 | 1951 | 1961 | 1971 | 1981 | 1991 | 2001 | 2011 | 2021 |
| --------- | ---- | ---- | ---- | ---- | ---- | ---- | ---- | ---- | ---- | ---- | ---- | ---- |
| Население |      |      |      | 48   | 183  | 158  | 340  | 308  | 308  | 214  | 103  | 82   |